# Кирдасово
Кирда́сово (баш. Ҡырҙас) — деревня в Абзелиловский районе Республики Башкортостан России. Административный центр Кирдасовского сельсовета.  Согласно переписи 2020 года население составляло 596 человек.

## География
Стоит на реке Янзегит.
Географическое положение
Расстояние до:
- районного центра (Аскарово): 24 км,
- ближайшей железнодорожной станции (Магнитогорск-Пассажирский): 73 км.

## Население
| 1968 | 2002 | 2009 | 2010 |
| ---- | ---- | ---- | ---- |
| 459  | ↗654 | ↗744 | ↘656 |

Согласно переписи 2002 года, преобладающая национальность — башкиры (99 %).

## Инфраструктура
Средняя школа.
Личное подсобное хозяйство.

## Транспорт
Региональная автодорога 80Н-043 Серменево — Амангильдино — Баймак.

## Религия
В селе есть мечеть.

## Известные жители, уроженцы
- Хисматов, Мухамедьян Фазыльянович  (10 сентября 1930, с. Кирдасово Абзелиловского района БАССР — 18 марта 2010 года, Уфа) — советский российский географ-экономист. Кандидат географических наук (1959). Профессор (1992).